# 復讐捜査〜警察犬と刑事の殺人追跡行〜
『復讐捜査〜警察犬と刑事の殺人追跡行〜』（ふくしゅうそうさ けいさつけんとけいじのさつじんついせきこう）は、2018年5月6日にテレビ朝日系「日曜プライム」で放送された刑事ドラマ。主演は萩原聖人。

## 登場人物
- 三田園智史（警視庁捜査一課 強盗犯捜査担当 → 警視庁捜査一課 特命捜査対策室・警部補） - 萩原聖人
- 花村沙織（警視庁捜査一課 特命捜査対策室 管理官・警視） - 本仮屋ユイカ[2]
- 伊福部継匡（警察庁長官） - 榎木孝明
- 中尾誠二（中尾建設 社長） - 矢島健一
- 大久保稔（警視庁捜査一課 特命係長・警部） - 木下ほうか
- 三田園静江（三田園と美穂の母） - 長谷直美[3]
- 三田園美穂（三田園の妹・警視庁鑑識課 警察犬訓練士） - 藤本泉[4]
- 須藤（警察官銃撃事件の継続捜査担当） - 大鷹明良
- 吉野（警視庁組織犯罪対策部四課 刑事） - 須藤正裕
- 畑中（警視庁捜査一課 特命捜査対策室 刑事） - 黒木真二
- 磯谷（神奈川県警川崎東警察署 刑事） - 伊吹剛[5]
- 池田（警視庁鑑識課 警察犬訓練士） - 出合正幸[6]
- 大崎（警視庁組織犯罪対策部四課 刑事・巡査部長） - 渡邉紘平
- 向島（警視庁組織犯罪対策部四課 刑事） - 寿大聡
- 鯖江源太（コンビニ強盗犯） - ジェントル[7]
- 荒巻（警視庁首席監察官） - 中野剛[8]
- 滝本（滝本不動産 社長） - 水野智則[9]
- 葉山（カウンセラー） - 米田弥央
- 島本猛（ブラック事業グループ「ライジングオーシャン」の鉄砲玉） - 中村僚志
- 田中（スーパー強盗の通報者） - 内野智
- 鑑識 - 高橋K太、中村敦
- 輪島（港警察署 古株刑事） - 鈴木隆仁[10]
- コンビニ店長 - 榎木薗郁也[11]
- 9か月に銃撃された警察犬訓練士 - 蒼井晶
- 香港マフィアのボス - 佐藤誠[12]
- 9か月に銃撃された刑事 - 植田卓志、高松周平
- クラブのボーイ - 名嶋真
- 高林の若衆 - 石田尚巳[13]、金子太郎、相川基樹
- ナミ（ナンバーワンホステス） - 鈴木聖奈[14]
- バブ号（警察犬） - バブ[15]
- 高林倫佑（ブラック事業グループ「ライジングオーシャン」のドン・裏社会のフィクサー） - 石橋蓮司
- 韮澤忠正（警視庁組織犯罪対策部四課 刑事・三田園の大学時代の剣道部の先輩） - 加藤雅也

## スタッフ
- 原案・脚本 - 武知鎮典
- 監督 - 渡辺武
- 音楽 - 遠藤浩二
- ドッグトレーナー - 宮忠臣
- 警察監修 - 古谷謙一
- 医療監修 - 堀エリカ
- ガンエフェクト - 遊佐和寿
- スタント&アクション - スタントチームGocoo（高槻祐士、出口正義、俵広樹、江澤大樹、福村翔太、叶雅貴）
- 技術協力 - 映広、ザ・チューブ
- 企画 - 五十嵐文郎（テレビ朝日）
- プロデューサー - 藤本一彦（テレビ朝日）、前田茂司（楽映舎）
- 制作協力 - 楽映舎
- 制作著作 - テレビ朝日